# Gloster E.28/39
Gloster E.28/39 (někdy uváděný jako Gloster Whittle, Gloster Pioneer, nebo Gloster G.40) byl britský jednomístný experimentální proudový letoun. Byl vyvinut k testování možností proudového motoru W.1 britského průkopníka v této oblasti Franka Whittlea a jednalo se o první britský letoun poháněný proudovým motorem. Byl také létající laboratoři pro vývoj proudových motorů a zkoumání aerodynamických jevů, s novým typem pohonu souvisejících. Zkušenosti s testy tohoto typu byly důležité při vývoji prvního britského proudového stíhacího letounu Gloster Meteor.

## Vývoj

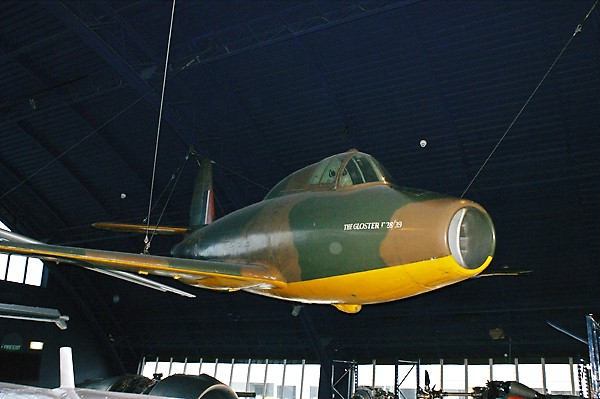
Gloster E.28/39 "Whittle"

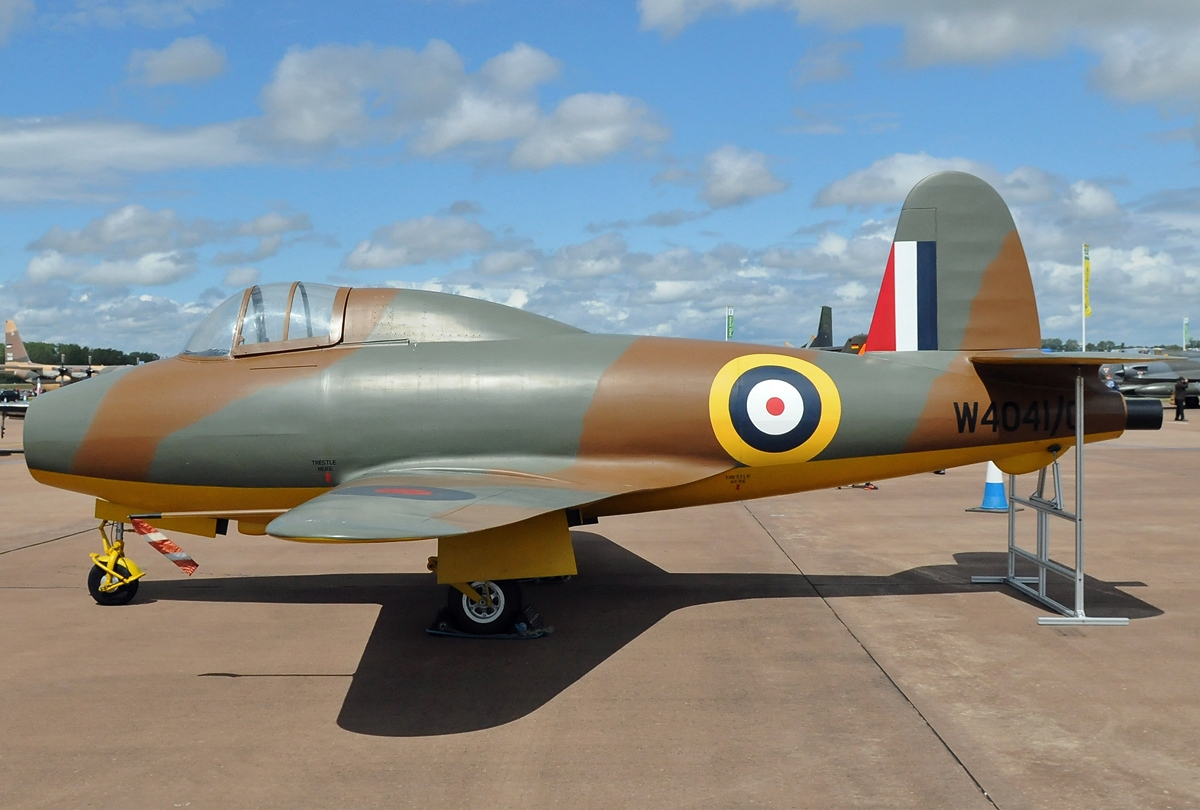
Gloster E.28/39 vystavený na základně RAF Fairford, 2011

O vývoji letounu bylo rozhodnuto v červenci 1939, přičemž realizací projektu, vedeného pod specifikací E.28/39, byla pověřena firma Gloster. Projekt zdrželo vypuknutí druhé světové války a německé nálety v době bitvy o Británii, během nichž byl letoun ukrýván v automobilových dílnách v Cheltenhamu, kde byl na počátku roku 1941 dokončen. Prototyp nesl sériové číslo W4041/G. Pojížděcí zkoušky prototypu začaly 7. dubna 1941. Letoun tehdy zkoušel šéfpilot programu F/Lt. P. E. G. Sayer a samotný Frank Whittle. První let proběhl 15. května 1941 na letecké základně Cranwell (stroj během něj pilotoval Sayer). Letoun tehdy poháněl Whittleův motor W.1 o tahu 3,82 kN, na kterém byly neustále prováděny různé úpravy. Koncem května 1941 prototyp dokončil první fázi letových testů a dostal v Brockworthu v továrně Gloster nový motor Power Jets W.1A s tahem 5,16 kN. Další lety pak probíhaly na letišti v Edgehillu, kde 4. února 1942 začaly pozemní zkoušky nové pohonné jednotky. 16. února pak letoun opět létal.
Po smrti „Jerry“ Sayera při zkouškách typu Hawker Typhoon začal na prototypu W4041/G od listopadu 1942 létat další zalétávací pilot Glosteru Michael Daunt. Po zkouškách v Edgehillu se prototyp přemístil do Farnborough, sídla výzkumného střediska Royal Aircraft Establishment (RAE). Zde uskutečnil sérii letových testů jak s piloty RAE tak řadových od RAF. Po vyčerpání bezpečné životnosti motoru byl letoun vrácen společnosti Gloster do její firemní vývojové pobočky v Benthamu k instalaci nové pohonné jednotky.
Druhý prototyp (W4046), vybavený silnějším motorem W.2B o tahu 5,97 kN, byl zalétán 1. března 1943 Johnem Griersonem. 17. dubna Grierson přelétl druhý „Squirt“ z Edgehillu do Hatfieldu, kde se konalo předvádění nejnovějších letadel vojenským představitelům. 3. května se druhý prototyp přemístil do Farnborough. Dne 30. července 1943 však byl zničen při havárii, když stroj testoval pilot RAE Sqn. Ldr. Davie.
První prototyp s novým motorem W.2/500 se vrátil k letovým testům, které probíhaly většinou v Brockworthu. 10. října byl letoun přelétnut na letiště Moreton Valence a poslední den měsíce k RAE Farnborough. Zde obdržel pomocné svislé plošky na stabilizátor vodorovné ocasní plochy pro zlepšení podélné stability. Obnovené zkoušky započaly 9. března 1944. Během července byl do draku instalován nový motor W.2/700 s tahem až 7,56 kN se kterým poprvé vzlétl 25. srpna 1944. Na jaře 1945 byl W4041/G definitivně uzemněn a dne 28. dubna 1946 byl předán instituci Science Museum v South Kesingtonu, poblíž Londýna, kde se dochoval dodnes.

## Konstrukce
Jednalo se o nevelký robustní dolnoplošník celokovové konstrukce. Podvozek byl příďového typu. Pod zádí se nacházela pevná ostruha. Výškovka byla umístěna u kořene svislé ocasní plochy. Na jejich koncích byly během testů instalovány pomocké aerodynamické plošky. Proudový motor byl umístěn v zadní části trupu. Vstupní otvor byl na přídi letounu a výtoková tryska na konci trupu pod výškovkou. Pilotní kabina se nacházela před úrovní náběžné hrany křídla.

## Specifikace (Gloster E.28/39)

Gloster E.28/39

### Hlavní technické údaje
Údaje platí pro E.28/39 s motorem W.1
- Posádka: 1
- Rozpětí: 8,84 m
- Délka: 7,81 m
- Výška: 2,82 m
- Nosná plocha: 13,61 m²
- Hmotnost prázdného letounu: 1 309 kg
- Vzletová hmotnost: 1680 kg
- Pohonná jednotka: 1 × proudový motor Power Jets W.1 o tahu 860 lbf (3,8 kN)

### Výkony
- Maximální rychlost: 544 km/h
- Pádová rychlost: 116 km/h
- Vytrvalost:: 56 minut
- Dolet: 656 km
- Dostup: 9 755 m
- Počáteční stoupavost: 5,9 m/s
- Poměr tah/hmotnost: 0,21